# Nati nel 1534
| Questa pagina contiene informazioni ricavate automaticamente dalle voci biografiche con l'ausilio del template Bio e di un bot. L'aggiornamento è periodico e automatico e ricostruisce completamente la pagina. Se manca una persona in questa lista, sei pregato di non aggiungerla, ma accertati piuttosto che la sua voce biografica contenga il template Bio e che i dati anagrafici siano correttamente compilati. Se il template Bio manca, inseriscilo tu stesso o, in alternativa, metti l'avviso {{tmp\|Bio}} che ne segnala la mancanza. Se i dati riportati sono sbagliati, correggi direttamente la voce biografica; le modifiche saranno visibili in questa lista entro pochi giorni. Per chiarimenti vedi il progetto biografie. La lista contiene solo le 60 persone che sono citate nell'enciclopedia e per le quali è stato implementato correttamente il template Bio. Pagina aggiornata al 26 apr 2025. |

## Gennaio(1)
- 24 gennaio - Setthathirat I, sovrano laotiano († 1571)

## Febbraio(3)
- 5 febbraio - Giovanni Bardi, letterato, militare e scrittore italiano († 1612)
- 15 febbraio - Alessandro Sauli, vescovo cattolico, religioso e teologo italiano († 1592)
- 28 febbraio - Alberico I Cybo-Malaspina, sovrano italiano († 1623)

## Marzo(4)
- 1º marzo - Francis Walsingham, politico e diplomatico inglese († 1590)
- 19 marzo - José de Anchieta, gesuita, linguista e missionario spagnolo († 1597)
- 19 marzo - Lodovico Capponi juniore, banchiere italiano († 1614)
- 20 marzo - Francesco Mantica, cardinale e giurista italiano († 1614)

## Aprile(2)
- 4 aprile - Martino Longhi il vecchio, architetto italiano († 1591)
- 18 aprile - Antonio Martelli, condottiero italiano († 1618)

## Giugno(5)
- 1º giugno - Fulvia di Randan, nobildonna italiana († 1607)
- 2 giugno - Volcher Coiter, anatomista e naturalista olandese († 1576)
- 3 giugno - Hosokawa Fujitaka, militare giapponese († 1610)
- 15 giugno - Enrico I di Montmorency, nobile e militare francese († 1614)
- 23 giugno - Oda Nobunaga, militare giapponese († 1582)

## Luglio(4)
- 1º luglio - Federico II di Danimarca, re († 1588)
- 13 luglio - Bartolomeo Celsi, funzionario e militare italiano († 1570)
- 17 luglio - Lorenzo Bernardo, ambasciatore italiano († 1592)
- 18 luglio - Zaccaria Ursino, teologo e predicatore tedesco († 1583)

## Agosto(1)
- 16 agosto - Andrea del Guasto, religioso italiano († 1627)

## Ottobre(3)
- 4 ottobre - Guglielmo I di Schwarzburg-Frankenhausen, conte († 1597)
- 9 ottobre - Guru Ram Das († 1581)
- 18 ottobre - Jean Passerat, umanista e poeta francese († 1602)

## Novembre(2)
- 2 novembre - Eleonora d'Austria, duchessa († 1594)
- 6 novembre - Joachim Camerarius il Giovane, medico, botanico e naturalista tedesco († 1598)

## Dicembre(1)
- 16 dicembre - Hans Bol, pittore e artista fiammingo († 1593)

## Senza giorno specificato(34)
- Lodovico Agostini, cantore e compositore italiano († 1590)
- Lucia Albani Avogadro, poetessa italiana († 1568)
- Dirck Barendsz, pittore olandese († 1592)
- Hugo Blotius, giurista e bibliotecario olandese († 1608)
- Bartolomeo Ferratini, cardinale italiano († 1606)
- Dietrich Flade, avvocato e giudice tedesco († 1589)
- Gamō Katahide, militare giapponese († 1584)
- Hubert van Giffen, giurista e filologo classico olandese († 1604)
- George Gordon, V conte di Huntly, nobile scozzese († 1576)
- Antonio Grimaldi Cebà, doge († 1599)
- Alessandro Guagnini, storico e militare italiano († 1614)
- Felipe Guamán Poma de Ayala, peruviano († 1615)
- Lucas de Heere, pittore, storico dell'arte e poeta fiammingo († 1584)
- Andrés Hibernón, religioso spagnolo († 1602)
- Isono Kazumasa, militare giapponese († 1583)
- Lucas Janszoon Waghenaer, cartografo olandese († 1606)
- Lorenzo Laureti, vescovo cattolico italiano († 1598)
- Stoldo Lorenzi, scultore italiano
- Isaac ben Solomon Luria, rabbino, mistico e teologo ottomano († 1572)
- Giuseppe Meda, pittore, architetto e ingegnere italiano († 1599)
- Giovan Battista Montano, architetto, disegnatore e scultore italiano († 1621)
- Obata Masamori, militare giapponese († 1582)
- Baltasar Obregón, cartografo e geografo spagnolo
- Oda Ujiharu, militare giapponese († 1602)
- Onorio da Maglie, filologo greco († 1563)
- Saitō Toshimitsu, militare giapponese († 1582)
- Matteo Senarega, doge († 1606)
- Alessandro Sforza di Santa Fiora, cardinale italiano († 1581)
- Francisco Soto de Langa, cantore, compositore e presbitero spagnolo († 1619)
- Luis de Velasco, spagnolo († 1617)
- Watanabe Hajime, militare giapponese († 1612)
- Fernando de Herrera, poeta e scrittore spagnolo († 1597)
- Claude de la Baume, cardinale e arcivescovo cattolico francese († 1584)
- Jan Łasicki, storico e teologo polacco († 1602)